# David McLellan (Politikwissenschaftler)
David McLellan (* 10. Februar 1940 in Hertford) ist ein britischer Politikwissenschaftler und Hochschullehrer.

## Leben und Wirken
David McLellan studierte Politikwissenschaft und Philosophie an der Universität Oxford (St. John’s College). Dort erwarb er 1968 den Magistergrad und promovierte gleichzeitig zum Ph.D. mit einer Dissertation über die Junghegelianer. Dieses Buch erschien auch in deutscher Sprache. Seit seiner Studienzeit beschäftigt sich McLellan mit dem Gebiet der Politischen Theorie, vor allem aber mit Karl Marx und dem Marxismus. Seine umfangreiche Biographie über Karl Marx erschien 1974 in deutscher Übersetzung. Als Professor lehrte er lange Zeit an der University of Kent. Zuletzte wirkte er als Gastprofessor an der University of London und zwar am Goldsmiths College. Im Jahre 1969 war McLellan Gastprofessor an der State University of New York.
Zuletzt veröffentlichte McLellan eine Biographie über Simone Weil und beschäftigte sich mit der politischen Relevanz des christlichen Glaubens.

## Veröffentlichungen (Auswahl)
- The cold war in transition. Macmillan, New York 1966.
- The Young Hegelians and Karl Marx. Macmillan, New York 1969 (dt. Übers. u.d.T.: Die Junghegelianer und Karl Marx. Deutscher Taschenbuch-Verlag, München 1974, ISBN 3-423-04077-7).
- The thought of Karl Marx. An introduction. Macmillan, New York 1971, ISBN 0-333-11840-5.
- Karl Marx. Leben und Werk. Praeger, München 1974, ISBN 3-7796-4006-6.
- Engels. Harvester Press, Hassocks, Sussex 1977, ISBN 0-85527-710-6.
- Marxism after Marx. Macmillan, London 1979, ISBN 0-333-18155-7.
- Marx before Marxism. 2. Auflage. Macmillan, London 1980, ISBN 0-333-27882-8.
- Marx. The first hundred years. Fontana, London 1983.
- Karl Marx, the legacy. British Broadcasting Corporation, London 1983, ISBN 0-563-20119-3.
- Ideology. Open University Press, Milton Keynes 1986, ISBN 0-335-15379-8.
- Marxism and religion. A description and assessment of the Marxist critique of Christianity. Macmillan, Basingstoke 1987, ISBN 0-333-44629-1.
- (Hrsg.): Marxism. Essential writings. Oxford University Press, Oxford 1988, ISBN 0-19-827518-8.
- Simone Weil. Utopian pessimist. Macmillan, Basingstoke 1989, ISBN 0-333-48707-9.
- (Hrsg.): Socialism and democracy. Macmillan, Basingstoke 1981, ISBN 0-333-53555-3.
- Unto Caesar. The political relevance of christianity. University of Notre Dame Press, Notre Dame 1993, ISBN 0-268-01900-2.
- (Hrsg.): Political christianity. A reader. SPCK, Soc. for Promoting Christian Knowledge, London 1997, ISBN 0-281-04921-1.